# 1-й кавалерійський корпус (Третій Рейх)
I-й (1-й) кавалері́йський ко́рпус (нім. I. Kavallerie-Korps) — кавалерійський корпус Вермахту за часів Другої світової війни.

## Історія
I-й кавалерійський корпус був сформований 25 травня 1944 на основі формувань 78-го армійського корпусу та корпусної групи «B».

## Райони бойових дій
- Генеральна губернія (травень — вересень 1944);
- Німеччина (Східна Пруссія) (вересень 1944 — січень 1945);
- Угорщина (січень — квітень 1945);
- Австрія (Штирія) (квітень — травень 1945).

## Командування

### Командири
- генерал-майор Освін Гролінг (нім. Oswin Groling) (25 травня — 22 червня 1944);
- генерал-лейтенант, з 1 вересня 1944 генерал кінноти Густав Гартенек (нім. Gustav Harteneck) (22 червня 1944 — 8 травня 1945).

## Нагороджені дивізії
Нагороджені дивізії
|  | Кавалери Лицарського хреста Залізного хреста | 1 |

## Бойовий склад 1-го кавалерійського корпусу
Формування управління, забезпечення та підтримки
- 35-те артилерійське командування (Arko 35);
- 478-ме управління корпусного постачання (Korps Nachschubtruppen 478);
- 478-й корпусний кінний загін зв'язку (Kavallerie Korps Nachrichten-Abteilung 478);
- 478-й топографічний відділ корпусу (Korps-Kartenstelle 478);
- 478-ма ремонтно-відновлювальна рота (Kfz-Kompanie 478);
- 478-й взвод фельджандармерії (Feldgendarmerie-Trupp 478);
- 478-ма польова пошта (Feldpostamt 478).

- Корпусна група «E» (Korps-Abteilung E);
- 4-та танкова дивізія (4. Panzer-Division);
- 129-та піхотна дивізія (129. Infanterie-Division);
- 4-та кавалерійська бригада (4. Kavallerie Brigade).

- 14-та піхотна дивізія (14. Infanterie-Division);
- 102-га піхотна дивізія (102. Infanterie-Division);
- 129-та піхотна дивізія;
- 3-тя кавалерійська бригада (3. Kavallerie Brigade);
- 4-та кавалерійська бригада.

- 6-та танкова дивізія (6. Panzer-Division);
- 96-та піхотна дивізія (96. Infanterie-Division);
- 711-та піхотна дивізія (711. Infanterie-Division);
- 3-тя кавалерійська бригада.

- VIII-й армійський корпус (Угорщина) (VIII. ungarisches Korps);
- 3-тя кавалерійська дивізія (3. Kavallerie-Division);
- 6-та танкова дивізія;
- 96-та піхотна дивізія;
- 711-та піхотна дивізія;
- 23-тя угорська дивізія (23. ungarische Division).

- 16-та танково-гренадерська дивізія СС «Рейхсфюрер СС» (16. SS-Panzergrenadier-Division "Reichsführer-SS");
- 23-тя танкова дивізія (23. Panzer-Division);
- 3-тя кавалерійська дивізія;
- 4-та кавалерійська дивізія (4. Kavallerie-Division).